# Sandra Nasić
Sandra Nasić (Gotinga, 25 de mayo de 1976) es una cantante alemana. Es la cantante principal de la banda de rock Guano Apes.
Aunque Sandra nació en Gotinga, sus padres son croatas. 

## Primera etapa con Guano Apes

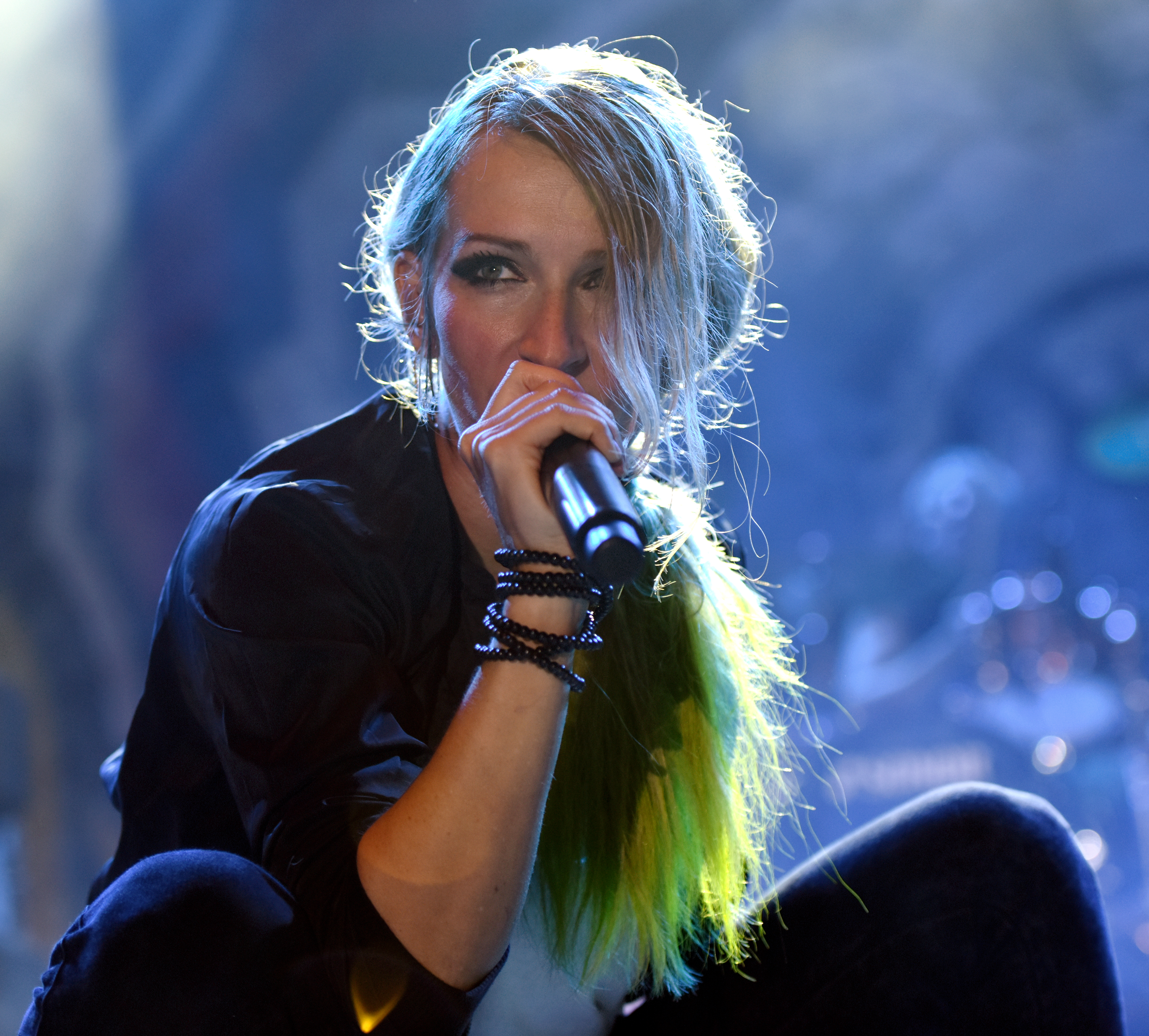
Guano Apes en el festival Open Flair en Eschwege, Alemania, 2015.

Después de graduarse de la escuela secundaria planeaba estudiar Arte y Diseño y grafitera. Pero una noche de 1998, en una fiesta universitaria con su pareja Germán González estudiante español, los otros tres miembros de la futura banda la vieron. Tras una breve charla con ellos empezó a ensayar.
Nasić fue introducida originalmente a la banda por un amigo que quería su opinión sobre un cantante que él había descubierto para su propio proyecto. De acuerdo con el guitarrista Henning Rümenapp, la banda cambió de él a ella, aunque siguieron siendo amigos.
Sandra tiene una voz única para una cantante femenina de rock, es capaz de cubrir el rango de agresividad hasta la vulnerabilidad femenina dentro de una sola canción. Su estilo hace que se destaque dentro de la escena musical desde los comienzos de su carrera. 
Ha sido comparada con muchos cantantes masculinos como Serj Tankian y Chino Moreno. System of a Down, Deftones y Korn son de hecho algunas de las bandas preferidas de Sandra, lo que revela sus influencias musicales.
Entre 1997 y 2003 graba con Guano Apes tres álbumes de estudio, Proud Like a God, Don't Give Me Names y Walking on a Thin Line.
En 2000 fue artista invitada en un tema de la banda finlandesa Apocalyptica, siendo la cantante del sencillo «Path Vol. 2».
En 2001 recibió un premio EinsLive Krone como mejor cantante.

## Álbum solista
Después de que Guano Apes completara una breve despedida en apoyo a su disco de grandes éxitos Planet of the Apes, en febrero de 2005, ella anunció una carrera en solitario, que se concretó con su álbum debut The Signal, publicado el 29 de octubre de 2007. El primer tema se titula «Candy Love» y tiene un ritmo techno-electrónico.

## Nueva etapa con Guano Apes
En 2009 Guano Apes se vuelven a reunir para realizar una serie de conciertos en Alemania, Portugal, Bélgica, etc. El más destacado es el Rock AM Ring 2009.
Tras esto la banda comunica en su página oficial que trabajan en un nuevo álbum. En febrero de 2011 publican el sencillo «Oh What a Night», y en abril sale el álbum bajo el título Bel Air.
En 2014 publican el disco Offline y en 2017 el álbum Proud Like a God XX.

## Discografía

### Álbumes con Guano Apes
- Proud Like a God (1997).
- Don't Give Me Names (2000).
- Walking on a Thin Line (2003).
- Guano Apes - Live (2003).
- Planet of the Apes (2004).
- Lost (T)apes (2006).
- Bel Air (2011).
- Offline (2014).
- Proud Like a God XX (2017).

### Con Apocalyptica
- Como cantante en el sencillo «Path Vol. 2» (2000).

### Álbum en solitario
- The Signal (2007).